# Maple Heights–Lake Desire
Maple Heights–Lake Desire az Amerikai Egyesült Államok északnyugati részén, Washington állam King megyéjében elhelyezkedő statisztikai település. A 2010. évi népszámlálási adatok alapján 3152 lakosa van.

## Népesség
A település népességének változása:
| Lakosok száma | 2569 | 3152 | 3873 |
|               | 2000 | 2010 | 2020 |